# Battle Arena Toshinden (anime)
Battle Arena Toshinden (闘神伝, Tōshinden) est une OAV en deux parties basée sur le jeu éponyme. Les deux épisodes sont respectivement sortis au Japon le 21 juin 1996 et le 21 août 1996. L'anime est réalisé par Masami Ōbari (en). Le film est basé principalement sur les événements de Battle Arena Toshinden 2, mais intègre des éléments du premier et troisième jeux de la série. Toshinden a été localisé en français, les coups spéciaux et certains noms de personnages ont également été traduits.

## Distribution
| Personnage  | Doublage         | Doublage         |
| Personnage  | Japonais         | Français ,       |
| ----------- | ---------------- | ---------------- |
| Eiji Shinjo | Tomokazu Seki    | Emmanuel Curtil  |
| Kayin Amoh  | Takehito Koyasu  | Emmanuel Karsen  |
| Sho Shinjo  | Bin Shimada      | Éric Legrand     |
| Gaia        | Daisuke Gōri     | Michel Vigné     |
| Chaos       | Fumihiko Tachiki | Marc François    |
| Lady Uranus | Kikuko Inoue     | Laurence Crouzet |
| Sofia       | Yumi Tōma        | Valérie Siclay   |
| Rungo Iron  | Shinpachi Tsuji  | Bernard Métraux  |
| Mondo       | Yukimasa Kishino | Jean-Louis Faure |
| Tracy       | Michiko Neya     | Laura Préjean    |
| Elise       | Kyōko Hikami     | Dorothée Pousséo |